# مورچه‌گیرک کلاگس
مورچه‌گیرک کلاگس (نام علمی: Myrmotherula klagesi) نام یک گونه از سرده مورچه‌گیرک‌ها است.